# Ciry-Salsogne
Ciry-Salsogne és un municipi francès situat al departament de l'Aisne i a la regió dels Alts de França. L'any 2007 tenia 815 habitants.

## Demografia

### Població
El 2007 la població de fet de Ciry-Salsogne era de 815 persones. Hi havia 301 famílies de les quals 54 eren unipersonals (21 homes vivint sols i 33 dones vivint soles), 82 parelles sense fills, 144 parelles amb fills i 21 famílies monoparentals amb fills.
La població ha evolucionat segons el següent gràfic:
Habitants censats

### Habitatges
El 2007 hi havia 332 habitatges, 302 eren l'habitatge principal de la família, 11 eren segones residències i 19 estaven desocupats. 328 eren cases i 3 eren apartaments. Dels 302 habitatges principals, 269 estaven ocupats pels seus propietaris, 28 estaven llogats i ocupats pels llogaters i 5 estaven cedits a títol gratuït; 9 tenien dues cambres, 38 en tenien tres, 73 en tenien quatre i 182 en tenien cinc o més. 231 habitatges disposaven pel capbaix d'una plaça de pàrquing. A 108 habitatges hi havia un automòbil i a 169 n'hi havia dos o més.

### Piràmide de població
La piràmide de població per edats i sexe el 2009 era:
| Homes | Edats   | Dones |
| ----- | ------- | ----- |
| 0     | 95 o +  | 0     |
| 0     | 90 a 94 | 0     |
| 0     | 85 a 89 | 4     |
| 0     | 80 a 84 | 4     |
| 4     | 75 a 79 | 16    |
| 8     | 70 a 74 | 12    |
| 4     | 65 a 69 | 8     |
| 24    | 60 a 64 | 12    |
| 20    | 55 a 59 | 8     |
| 16    | 50 a 54 | 24    |
| 44    | 45 a 49 | 24    |
| 28    | 40 a 44 | 20    |
| 16    | 35 a 39 | 24    |
| 32    | 30 a 34 | 44    |
| 4     | 25 a 29 | 20    |
| 12    | 20 a 24 | 4     |
| 36    | 15 a 19 | 28    |
| 28    | 10 a 14 | 20    |
| 44    | 5 a 9   | 20    |
| 12    | 0 a 4   | 20    |

## Economia
El 2007 la població en edat de treballar era de 529 persones, 412 eren actives i 117 eren inactives. De les 412 persones actives 374 estaven ocupades (216 homes i 158 dones) i 38 estaven aturades (11 homes i 27 dones). De les 117 persones inactives 28 estaven jubilades, 45 estaven estudiant i 44 estaven classificades com a «altres inactius».

### Ingressos
El 2009 a Ciry-Salsogne hi havia 304 unitats fiscals que integraven 839,5 persones, la mediana anual d'ingressos fiscals per persona era de 19.790 €.

### Activitats econòmiques
Dels 34 establiments que hi havia el 2007, 1 era d'una empresa extractiva, 1 d'una empresa alimentària, 7 d'empreses de fabricació d'altres productes industrials, 7 d'empreses de construcció, 2 d'empreses de comerç i reparació d'automòbils, 5 d'empreses de transport, 3 d'empreses d'hostatgeria i restauració, 1 d'una empresa d'informació i comunicació, 1 d'una empresa financera, 1 d'una empresa immobiliària, 3 d'empreses de serveis i 2 d'empreses classificades com a «altres activitats de serveis».
Dels 10 establiments de servei als particulars que hi havia el 2009, 1 era un paleta, 2 guixaires pintors, 1 fusteria, 2 lampisteries, 1 electricista, 1 restaurant, 1 agència immobiliària i 1 saló de bellesa.
L'únic establiment comercial que hi havia el 2009 era una fleca.
L'any 2000 a Ciry-Salsogne hi havia 3 explotacions agrícoles.

## Equipaments sanitaris i escolars
El 2009 hi havia una escola elemental integrada dins d'un grup escolar amb les comunes properes formant una escola dispersa.

## Poblacions més properes
El següent diagrama mostra les poblacions més properes.